# 1992年バルセロナオリンピックのポーランド選手団
1992年バルセロナオリンピックのポーランド選手団（1992ねんバルセロナオリンピックのポーランドせんしゅだん）は、1992年7月25日から8月9日にかけてスペインのカタルーニャ州バルセロナで開催された1992年バルセロナオリンピックのポーランド選手団、およびその競技結果。

## 概要
今大会は金メダル3個、銀メダル6個、銅メダル10個の合計19個のメダルを獲得した。

## メダル
| メダル | 選手名                 | 競技 | 種目               |
| ------ | ---------------------- | ---- | ------------------ |
| 金     | バルデマール・レジェン | 柔道 | 男子86kg以下級     |
| 銀     | ラファル・シュカラ     | 競泳 | 男子100mバタフライ |
| 銅     | アルツール・パルティカ | 陸上 | 男子走高跳         |